# Hard bop
Pour les articles homonymes, voir Cool.
Genres dérivés
Soul jazz, post-bop, straight-ahead jazz, néo-bop
Le hard bop est un genre musical dérivé du jazz ayant émergé entre 1955 et 1960.

## Histoire
Une première apparition des caractéristiques du hard bop peut être trouvée dans le quintette[Lequel ?] fondé en 1954 par le batteur Max Roach et le trompettiste Clifford Brown, rejoints en 1955 par le saxophoniste ténor Sonny Rollins. Toutefois, le premier représentant de ce style aurait été le groupe des Jazz Messengers créé par le batteur Art Blakey et le pianiste Horace Silver en 1955. Ce dernier formera en 1956 son propre quintette. En 1955 également, le trompettiste Miles Davis embauche le saxophoniste John Coltrane (Sonny Rollins ayant décliné l'invitation) dans son quintette, aux côtés de Red Garland (piano), Paul Chambers (basse) et Philly Joe Jones (batterie). À cette époque, Coltrane était encore un musicien inconnu. En 1957, c’est au tour de Sonny Rollins de créer son ensemble — dans lequel on retrouvait Silver, Monk, Chambers — et d’inaugurer l’apparition du trombone dans le hard bop avec Jay Jay Johnson.
Blue Note et Prestige sont les principaux labels qui produisirent des groupes de hard bop et, pendant cette période, le graphisme des pochettes d’albums évolue fortement.
Le soul jazz se développe à partir du hard bop. Le saxophoniste alto Jackie McLean réussit une fusion du hard bop et du jazz modal pendant les années 1960 et celles qui suivent.

## Caractéristiques
Le genre est parfois appelé funky hard bop. Il prend source dans un mouvement de reconnaissance par les noirs américains de leurs origines, appelé Black is Beautiful (« Noir, c'est beau ») : un retour aux sources de la musique, à l'Afrique et, en même temps, une réaction agressive (musicalement parlant) au cool jazz (d'où le terme « hard ») surtout dominé par les blancs. L'auteur américain David Rosenthal nota aussi que le hard bop était un développement naturel pendant une époque où des musiciens d'envergure (Tadd Dameron par exemple) travaillaient et dans le jazz et dans le rhythm and blues. Même si la plupart des acteurs de ce courant ont fait leur apprentissage dans le style bebop (d'où le terme « bop »), ce genre musical incorpore les influences du rhythm and blues, du blues et du gospel, notamment dans les jeux du piano et du saxophone.
Le hard bop est généralement pratiqué par un quintette composé d’une section rythmique (pianiste, batteur et bassiste) et de deux « soufflants » — communément un saxophoniste ténor et un trompettiste — qui interprètent ensemble un thème entourant une série de solos improvisés tour à tour par chacun des musiciens sur l’harmonie du morceau. Les morceaux de hard bop ont généralement un tempo plus lent que le bebop, et si le hard bop en reprend les innovations harmoniques, la part du rythme y est nettement plus marquée, sans doute en raison de la contribution majeure des batteurs Max Roach et Art Blakey. On y découvre d’ailleurs pour la première fois des batteurs compositeurs.

## Postérité
David Rosenthal observe que « [l]es années 1955 à 1965 représentent la dernière période pendant laquelle le jazz a attiré sans effort les jeunes musiciens noirs les plus branchés, les plus avancés musicalement, ceux qui possédaient les compétences techniques les plus solides et le sens le plus fort d'eux-mêmes, non seulement en tant qu'artistes, mais aussi en tant qu'amuseurs. » Dans le même texte, il déplore que le hard bop ait « de nombreux détracteurs et peu de défenseurs éloquents », décrivant certains des commentaires de ses détracteurs comme des « clichés désobligeants ». Alternativement, le critique musical Scott Yanow suggère une période légèrement plus longue, de 1955 à 1968, pendant laquelle le hard bop était « le style de jazz le plus dominant. »
Bien que le style hard bop ait connu sa plus grande popularité dans les années 1950 et 1960, les interprètes du hard bop et certains éléments de la musique restent présents dans le jazz.